# José Manuel Pinto
José Manuel Pinto Colorado (* 8. November 1975 in El Puerto de Santa María) ist ein ehemaliger spanischer Fußballspieler. Der Torhüter spielte von 2008 bis 2014 beim FC Barcelona.

## Karriere
José Manuel Pinto war zehn Jahre lang Publikumsliebling des spanischen Fußballklubs Celta de Vigo. Seit seinem Wechsel 1998 von der 2. Mannschaft von Betis Sevilla gelang es ihm, sich zu einem der renommiertesten Torhüter Spaniens hochzuarbeiten. Jedoch wurde er erst ab der Saison 2004/05 zum unumstrittenen Stammtorwart des Klubs. So errang er in der Saison 2005/06, als Vigo sich für den UEFA Cup qualifizierte, die Trofeo Zamora, den Titel für den Torhüter mit den wenigsten Gegentoren in der Primera División. Dennoch konnte er in der darauffolgenden Spielzeit nicht den Abstieg des Teams von Celta de Vigo verhindern, mit dem er danach nochmals auf- und wieder abstieg.
Während der Rückrunde 2007/08 wurde Pinto für eine Leihgebühr von 500.000 Euro an den FC Barcelona ausgeliehen, da sich der zweite Torwart der Katalanen, Albert Jorquera bei einem Spiel mit der Auswahl Kataloniens einen Kreuzbandriss zugezogen hatte. In drei Spielen für Barcelona kassierte er acht Tore. Dennoch löste Barcelona am 30. Mai 2008 seine Option auf den Kauf des Spielers ein und gab ihm einen Vertrag für ein Jahr mit Verlängerungsoption.
Pinto hütete seitdem regelmäßig in der Copa del Rey, dem spanischen Pokal, das Tor des FC Barcelona anstelle von Stammtorwart Víctor Valdés. Im Dezember 2012 verlängerte Pinto seinen Vertrag bis 2014.

## Erfolge
- FIFA-Klub-Weltmeister: 2009, 2011
- UEFA Champions League: 2009, 2011
- UEFA Super Cup: 2011
- Spanischer Meister: 2009, 2010, 2011, 2013
- Spanischer Pokal: 2009, 2012
- Supercopa de España: 2009, 2010, 2011
- Trofeo Zamora: 2006